# Скринников Руслан Григорович
Руслан Григорович Скринников (рос. Руслан Григорьевич Скрынников; 8 січня 1931, Кутаїсі — 16 червня 2009, Санкт-Петербург) — російський історик, доктор історичних наук, професор Ленінградського університету.
Скринников був одним з найвідоміших фахівців з історії Росії XVI і XVII століть. У числі його відомих монографій були «Росія напередодні Смутного часу» і «Сибірська експедиція Єрмака». Його біографії історичних діячів — Бориса Годунова, Івана Грозного, Василя Шуйського, Івана III, Єрмака, Мініна і Пожарського — витримали низку видань.

## Книги
- Скрынников Р. Г. Начало опричнины. — Л.: Изд-во ЛГУ, 1966. — 418 с.
- Скрынников Р. Г. Опричный террор. — Л.: 1969.
- Skrynnikov, Ruslan G. Boris Godunov / transl. H. F. Graham. — Academic International Press, 1982. — 177 с. — (The Russian series; vol. 35). — ISBN 0-87569-046-7
- Скрынников Р. Г. Трагедия Новгорода. — Изд-во им. Сабашниковых, 1994. — 187 с. — ISBN 5-8242-0033-5
- Скрынников Р. Г. Третий Рим. — СПб.: Дмитрий Буланин, 1994. — (Studiorum Slavicorum Monumenta ; т. 2). — ISBN 5-86007-011-X
- Скрынников Р. Г. Крушение царства. — М.: Армада, 1995. — 493 с. — (Смутное время). — ISBN 5-7632-0066-7
- Скрынников Р. Г. Великий государь Иоанн Васильевич Грозный: в 2 т. — Смоленск: Русич, 1996. — Т. 1. — 438 с. — (Тирания). — ISBN 5-88590-528-2
- Скрынников Р. Г. Великий государь Иоанн Васильевич Грозный: в 2 т. — Смоленск: Русич, 1996. — Т. 2. — 427 с. — (Тирания). — ISBN 5-88590-529-0
- Скрынников Р. Г. История Российская IX—XVII вв. — М.: Весь Мир, 1997. — 496 с. — (STUDIO ET LECTIO). — ISBN 5-7777-009-8
- Скрынников Р. Г. Царь Борис и Дмитрий Самозванец. — Смоленск: Русич, 1997. — 622 с. — (Тирания). — ISBN 5-88590-553-3
- Скрынников Р. Г. Дуэль Пушкина. — СПб.: Блиц, 1999. — 365 с. — ISBN 5-86789-044-9
- Скрынников Р. Г. Русь, IX—XVII века. — СПб.: Питер, 1999. — 341 с. — ISBN 5-314-00116-0

1. ↑  Историческая энциклопедия Сибири / под ред. В. А. Ламин — Новосибирск: 2009. — ISBN 5-8402-0230-4